# Włodzimierz Rice
Włodzimierz Rice (ur. 1890, zm. 12 czerwca 1919 pod Lidą) – podporucznik obserwator Wojska Polskiego.

## Życiorys
Urodził się w 1890. Pochodził z polskiej rodziny ziemiańskiej, po matce związany z duchem polskim. Był obywatelem Stanów Zjednoczonych.
Po wybuchu I wojny światowej jako ochotnik wstąpił do oddziału automobilowego, potem do eskadry lotniczej. Służył w szeregach Legionów Polskich. Był internowany w Száldobos.
Po odzyskaniu niepodległości przez Polskę przyjęty do Wojska Polskiego i przydzielony do Dowództwa Wojsk Lotniczych w Warszawie. Został mianowany na stopień podporucznika z dniem 1 kwietnia 1919. 12 czerwca 1919 jako obserwator wystartował z porucznikiem pilotem Romualdem Wermińskim i ładunkiem bomb na samolocie Hannover Roland CL.II do kolejnego lotu bojowego; na wysokości 50 m samolot wpadł w korkociąg i spadł na ziemię - obaj lotnicy zginęli.

## Odznaczenie
- Krzyż Niepodległości – pośmiertnie (1937)[5]